# 64 pr. n. št.
64 pr. n. št. je bilo leto predjulijanskega rimskega koledarja. V rimskem svetu je bilo znano kot leto sokonzulstva Cezarja in Figula, pa tudi kot leto 690 ab urbe condita.
Oznaka 64 pr. Kr. oz. 64 AC (Ante Christum, »pred Kristusom«), zdaj posodobljeno v 64 pr. n. št., se uporablja od srednjega veka, ko se je uveljavilo številčenje po sistemu Anno Domini.

## Rojstva
- Nikolaj iz Damaska, judovski zgodovinar (približen datum; † 4)